# 페이퍼보이: 사형수의 편지
페이퍼보이: 사형수의 편지(The Paperboy)는 2012년 공개된 미국의 스릴러 영화이다. 동명 소설 "페이퍼보이"를 근간으로 한다. 해당 소설은 실화에서 영감을 받았다. 사형수와 관련된 살인 사건을 조사하기 위해 고향인 플로리다로 돌아온 마이애미 기자 워드 잰슨의 이야기를 그린다. 매슈 매코너헤이, 잭 에프론, 니콜 키드먼, 데이비드 오옐러워, 존 큐색, 메이시 그레이 등이 주연으로 출연했다.

## 줄거리
1969년 여름, 이상주의적인 마이애미 기자 워드 얀센은 고향 플로리다로 돌아와 1965년에 발생한 보안관 살인 사건을 조사한다. 살인 혐의로 사형 선고를 받은 늪지 거주자이자 좀도둑인 힐러리 반 웨터의 무죄를 입증하기 위해 워드와 동료 야들리 애크먼은 사건을 파헤치기 시작한다. 그들은 반 웨터에게 불리한 일부 증거가 '분실'된 점을 발견하고, 그것이 부당한 처사임을 폭로하려 한다.
앨라배마 출신의 샬롯 블레스는 반 웨터와 서신을 주고받으며 그와 사랑에 빠졌고, 그의 무죄를 증명하고 결혼하기 위해 마을에 도착한다. 샬롯은 워드와 야들리에게 도움을 요청하고, 그들은 워드의 동생 잭을 운전사로 고용한다. 잭은 샬롯에게 빠르게 사랑을 느끼지만, 샬롯은 반 웨터를 사랑하며 잭을 친구로만 여기고 싶어한다. 워드는 고향 신문사를 운영하는 소원해진 아버지와 불편한 관계를 겪고, 동생 잭은 대학교에서 퇴학당한 후 아버지 신문사에서 신문 배달원으로 일한다. 잭은 어릴 적부터 자신을 키워준 가족 하녀 아니타를 유일한 친구로 생각한다.
샬롯은 잭에게 여러 남성과 성관계를 맺는다고 솔직하게 말하지만, 잭과는 우정을 유지하고 싶어 한다. 잭은 상처받지만, 해변에서 샬롯과 시간을 보내던 중 잭이 해파리에 쏘여 죽어가는 상황에 놓인다. 샬롯은 잭을 구하기 위해 그에게 소변을 누어준다. 이 일로 인해 잭은 아버지 신문에서 조롱거리가 되고, 잭과 야들리 사이에는 갈등이 생긴다.
반 웨터는 기자들에게 처음에는 적대적이었지만, 자신이 편지에 쓴 로맨틱한 모습과는 달리 인종차별적이고 성차별적인 인물임을 드러낸다. 반 웨터의 알리바이를 확인하기 위해 워드와 잭은 반 웨터의 삼촌을 만나러 가지만, 그의 삼촌은 범죄를 인정하기를 꺼려한다.
야들리는 골프장에서 알리바이를 확인했다 주장하며, 워드에게 익명의 개발자가 도난당한 잔디를 구매했다고 말하지만, 그의 이름을 밝히기를 거부한다. 잭은 샬롯과 야들리의 관계를 의심하고, 샬롯이 야들리와 잤다는 것을 알게 된다. 샬롯은 잭과의 우정을 더 중요하게 여기지만, 잭은 샬롯에게 어머니의 반지를 주며 사랑을 고백한다. 하지만 샬롯은 반지를 돌려줄 날을 기다리라고 말하며, 반 웨터를 기다리고 있다는 것을 암시한다.
야들리의 동기를 의심한 워드는 잭, 샬롯과 함께 직접 골프장으로 향한다. 워드는 술에 취해 흑인 남성에게 접근하고, 그날 밤 잭과 샬롯은 호텔에서 워드가 폭행당하는 장면을 목격한다. 워드는 병원으로 옮겨진다. 잭은 다시 샬롯과 시간을 보내지만, 그녀가 자신이 찾는 사람이 아니라는 말을 듣는다. 그럼에도 잭은 샬롯에 대한 사랑을 포기하지 못하고, 샬롯은 잭과 단 한 번의 관계를 맺는다.
잭은 마이애미로 가서 야들리에게 워드의 이름이 실린 기사를 출판하지 말라고 설득하려 한다. 그 과정에서 야들리는 자신이 차별을 피하기 위해 영국인 행세를 했다는 것과 워드와 성관계를 가졌다는 사실을 밝힌다. 잭은 워드가 동성애자라는 사실에 실망하지만, 그의 비밀을 이해한다.
야들리의 기사가 출판되고, 야들리는 책 계약을 맺고 뉴욕으로 떠난다. 반 웨터는 사면되고 샬롯을 찾아가지만, 샬롯은 그를 원하지 않는다. 반 웨터는 샬롯을 강제로 데려가 늪지에 살게 한다. 샬롯은 잭에게 편지를 보내 실수를 했다고 말하며 재회를 원하지만, 잭은 아버지의 결혼식에서야 편지를 받는다. 잭은 샬롯이 결혼식에 나타나지 않은 것을 보고 반 웨터가 그녀를 막았다고 의심한다. 워드와 함께 반 웨터의 알리바이가 거짓임을 알게 된 잭은 샬롯을 찾아 나서고, 반 웨터가 샬롯을 살해했음을 알게 된다.
반 웨터는 워드를 살해하고 잭을 뒤쫓지만, 잭은 간신히 늪으로 도망친다. 잭은 늪에서 반 웨터를 피해 도망치고, 결국 잭이 반 웨터의 배를 훔쳐 워드와 샬롯의 시신을 집으로 옮겨간다.
아니타는 잭이 반 웨터의 살인죄를 증명하고 사형을 선고받게 했다고 이야기한다. 잭은 워드의 장례식에서 어머니와 재회했지만, 그의 첫사랑을 결코 잊지 못한다고 말하며 이야기는 끝난다.

## 출연

### 주연
- 니콜 키드먼
- 잭 에프론
- 존 쿠삭
- 매튜 맥커너히
- 데이빗 오예로워

### 조연
- 스콧 글렌
- 니콜렛 노엘
- 카타르지나 울레니오
- 네드 벨러미
- 에바 보글
- 메이시 그레이

## 기타
- 원작자: 피터 덱스터
- 프로듀서: 에드 카델 3세
- 프로듀서: 리 다니엘스
- 프로듀서: 캐시언 엘위스
- 프로듀서: 힐러리 쇼
- 미술: 다니엘 T. 도런스
- 세트: 팀 콘
- 의상: 캐롤라인느 에셀린
- 섭외: 레아 다니엘스
- 섭외: 빌리 홉킨스